# پل تریبورو
پل تریبورو (انگلیسی: Triborough Bridge) یا پل رابرت اف. کندی مجموعه‌ای از پل‌ها و آزادراه‌ها در شهر نیویورک، آمریکا است.
این پل‌ها که مناطق منهتن، کویینز و برانکس را به یکدیگر متصل می‌کند در سال ۱۹۳۶ ساخته شده‌است.

## نگارخانه

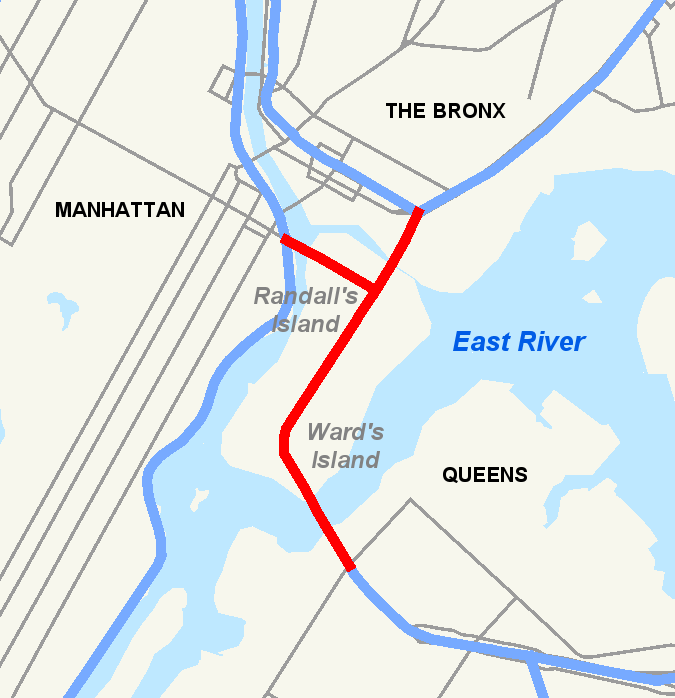
نقشه پل‌ها
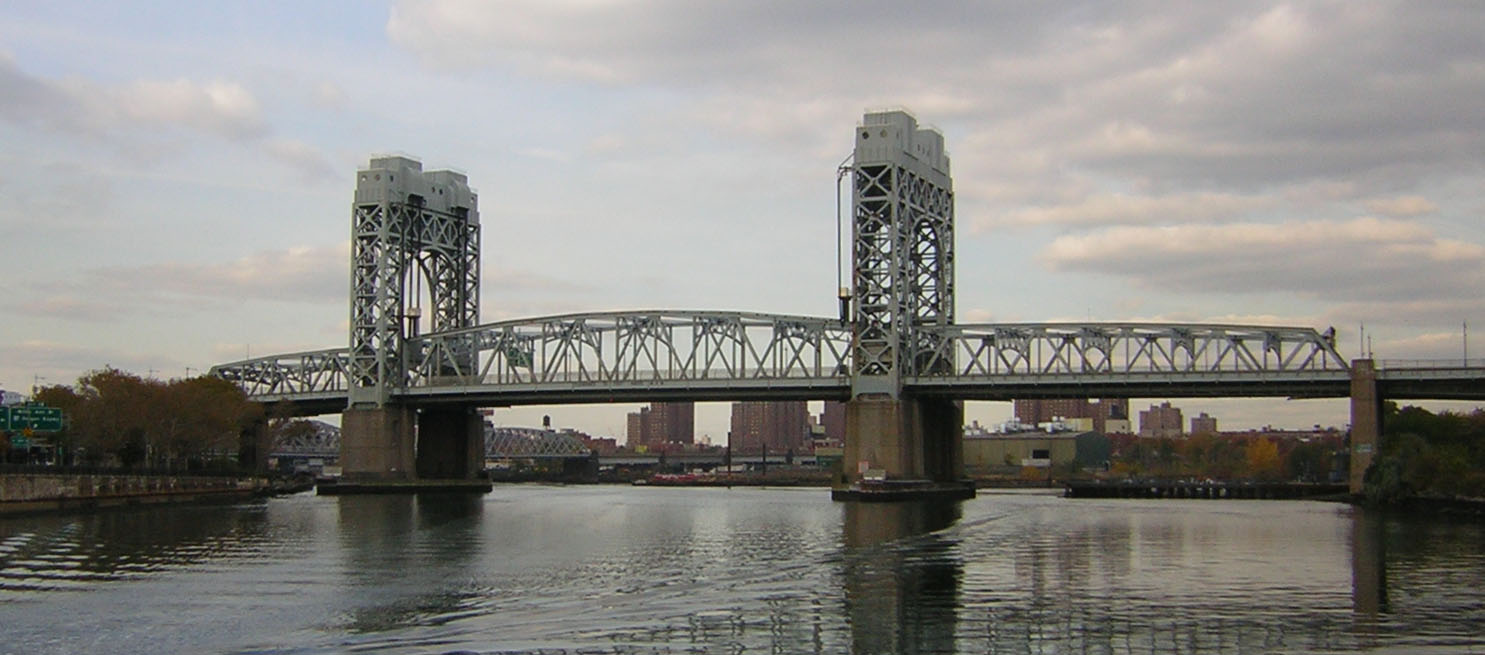
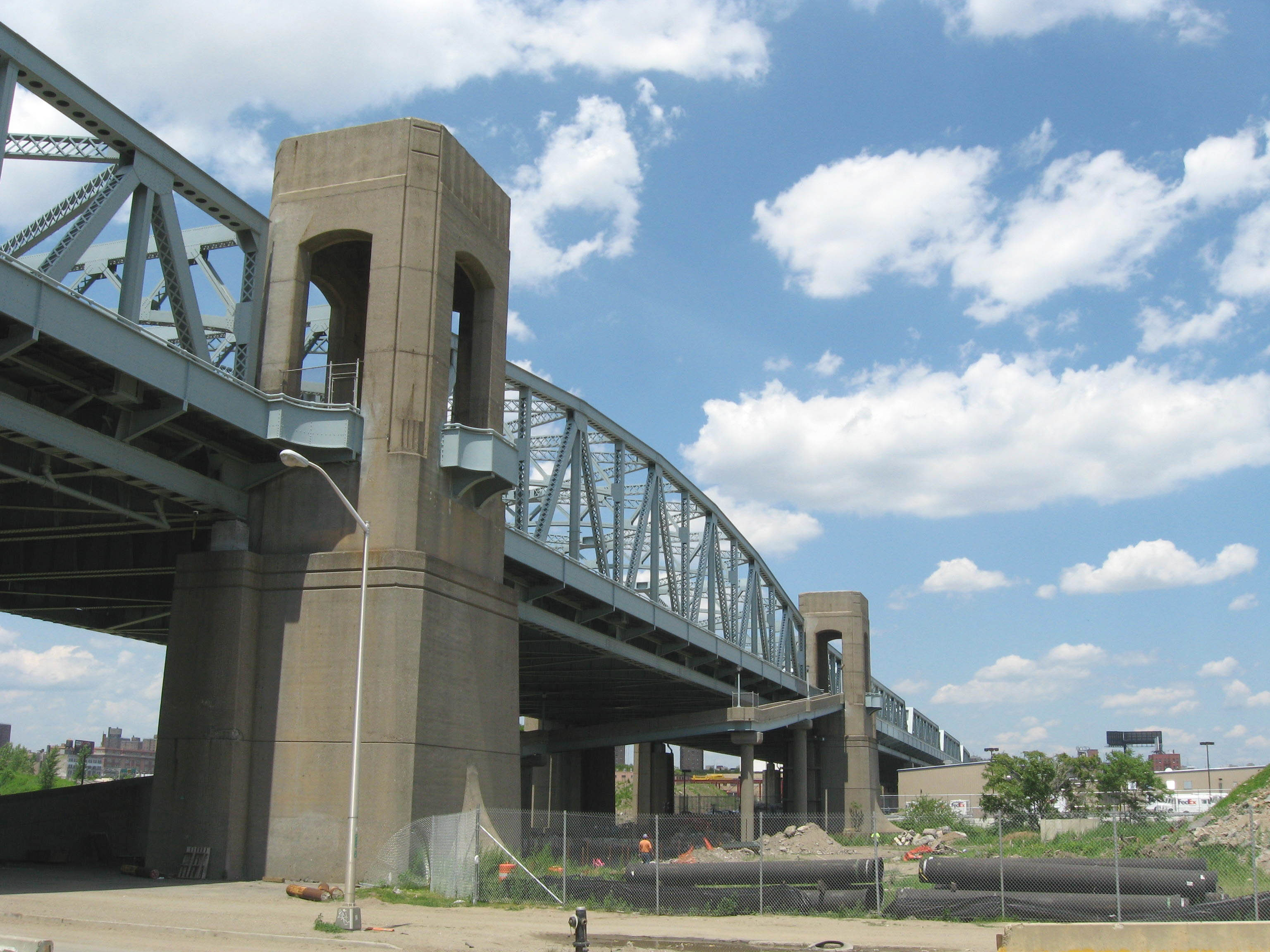
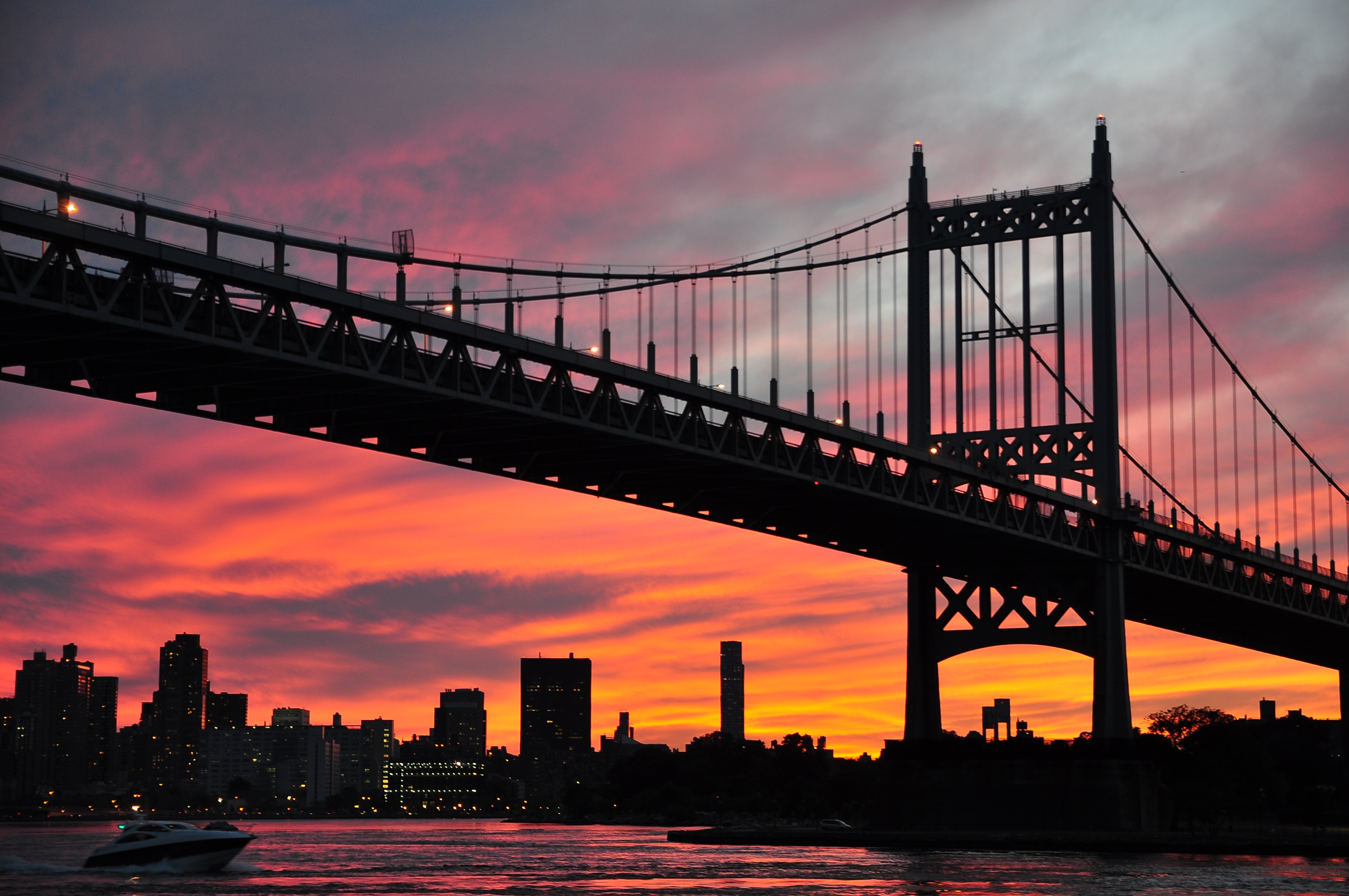
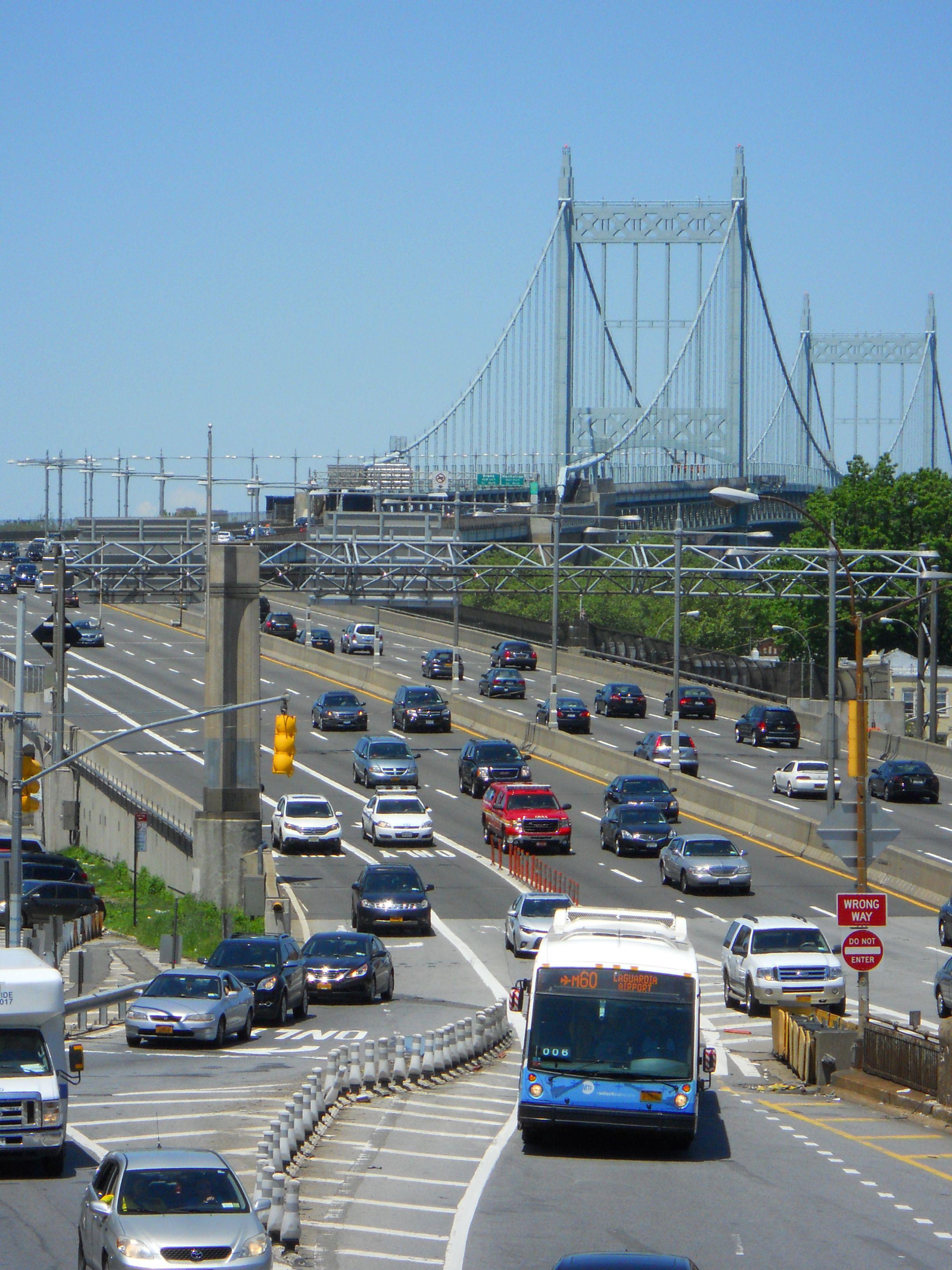